# Suma, Yucatán
Suma là một đô thị thuộc bang Yucatán, México. Năm 2005, dân số của đô thị này là 1768 người.